# Bauer Media
Bauer Media Group (tyska: Heinrich Bauer Verlag KG), är ett tyskt multimediakonglomerat med huvudkontor i Hamburg. Det är verksamt över hela världen och äger mer än 600 tidskrifter, över 400 digitala produkter och 50 radio- och TV-stationer, samt tryckerier, post-, distributions- och marknadsföringstjänster. Bauer har en arbetsstyrka på cirka 11 000 i 17 länder.[källa behövs]
I februari 2021 meddelade Bauer Media Group att de skulle förvärva Irlands Communicorp Group, med förbehåll för myndighetsgodkännande. Förvärvet slutfördes den 1 juni 2021.

## Historik i Sverige
Bonnier Radio var ett affärsområde inom Bonnierkoncernen, som bildades i början av 1990-talet för radioproduktion. Bonnier Radios produkter bestod främst av radionätverket Megapol (senare Mix Megapol), samt stationerna Rockklassiker och Vinyl 107 i Stockholmsområdet.
Hösten 2003 köpte SBS Radio större delen av aktieposterna i Bonnier Radio, och under 2006 återstoden av aktieposterna, vilket innebar att Bonnier Radios verksamheter i Sverige helt uppgick i SBS Radio. Återstoden av radioverksamheten, till exempel finska Radio Nova, gick över i Bonnier Entertainment AB.
I juni 2007 köptes SBS Broadcasting Group (som SBS Radio var en del av) upp av tyska mediejätten ProSiebenSat.1 Media, men i april 2013 sålde ProSiebenSat.1 Media vidare sin nordiska verksamhet till Discovery Communications. Ett nytt bolag vid namn SBS Discovery Media bildades där SBS Radio och SBS TV fungerar som underverksamheter. SBS Discovery Radio blev under våren 2015 köpta av tyska Bauer Media Group och bytte namn till Bauer Media.

### Urval av radiostationer i Sverige
- Mix Megapol
- NRJ
- Rockklassiker
- Vinyl FM
- Svensk Pop
- Lugna Klassiker
- Sportsnack Sverige